# Scytodes globula
Espèce
Synonymes
- Scytodes maculata Holmberg, 1876
- Scytodes annulata Keyserling, 1891
- Scytodes scholaris Piza, 1944
- Scytodes aguapeyanus Mello-Leitão, 1945

Scytodes globula est une espèce d'araignées aranéomorphes de la famille des Scytodidae.

## Distribution
Cette espèce se rencontre au Chili, en Argentine, en Uruguay, en Bolivie et au Brésil.

## Description
Par ses bandes elle est appelée "araignée tigre" (Araña tigre) au Chili.
Elle est prédatrice de la recluse chilienne Loxosceles laeta.

## Publication originale
- Nicolet, 1849 : Aracnidos. Historia física y política de Chile. Zoología, vol. 3, p. 319-543.